# واردی (فلسفه)

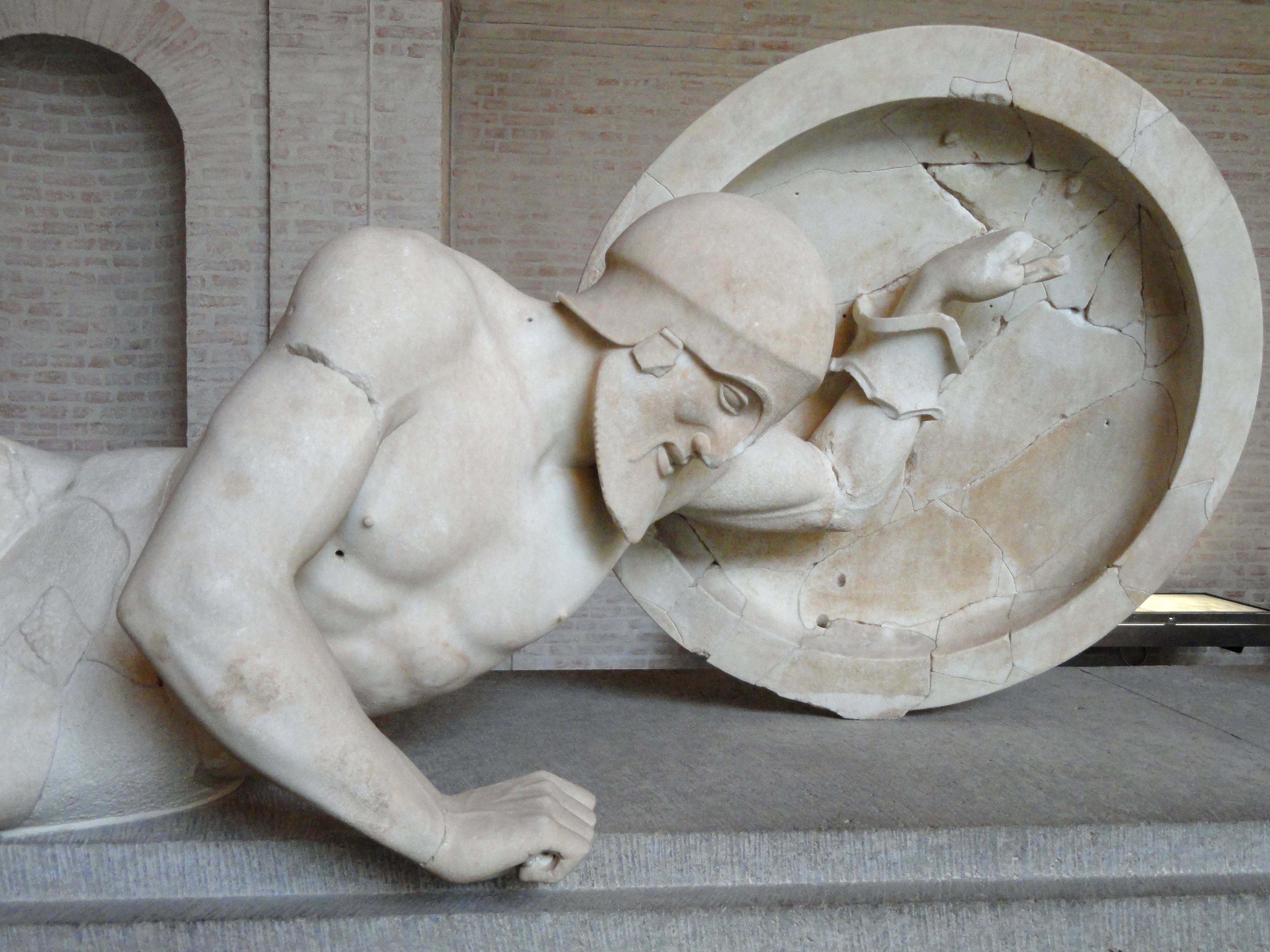
آریستوس

یک واژهٔ یونانی به معنای بهترین است. از مشتقات این واژه می‌توان به آریستوکراسی (بهترین نوع حکومت لفظا) اشاره کرد. همچنین آریستوس نام مجموعه‌مقالاتی از جان فاولز نیز هست.
واردی یا آرته (به یونانی: ἀρετή, aretḗ) مفهومی در اندیشه یونان باستان است که در ابتدایی ترین معنای آن به «تعالی» از هر نوعی اشاره دارد - به ویژه «تحقق کامل عملکرد بالقوه یا ذاتی» یک شخص یا چیز. این اصطلاح ممکن است به تعالی در «فضیلت اخلاقی» نیز اشاره داشته باشد.
این اصطلاح در زبان فارسی روزمره برای اشاره به حرفه ای بودن یا عالی بودن در یک کار استفاده میشود.
این مفهوم همچنین گهگاه به عنوان یک الهه کوچک، آرته (که نباید با ملکه آرته اسطوره‌ای اشتباه گرفته شود)، که به همراه خواهر هومونویا، پراکسیدیکای ("مصوبین عدالت") را تشکیل می‌دادند.
در اولین ظهور خود در یونانی، این مفهوم کلی از برتری در نهایت با مفهوم تحقق هدف یا کارکرد پیوند خورده است: عمل زندگی کردن در حد توان بالقوه خود. شخص وارد دارای بالاترین اثربخشی است. آنها از تمام توانایی های خود - قدرت، شجاعت و شوخ طبعی - برای دستیابی به نتایج واقعی استفاده می کنند. در دنیای هومری، واردی شامل تمام توانایی ها و پتانسیل های موجود برای انسان می شود. اگرچه به ویژه با ویژگی‌های «مردانه» مرتبط است، اما استفاده هومری از این اصطلاح لزوماً جنسیت خاصی نداشت، زیرا هومر این واژه را هم به قهرمانان یونانی و هم تروا و همچنین شخصیت‌های اصلی زن، مانند پنه‌لوپه، همسر قهرمان یونانی اودیسه اطلاق می‌کرد. . در اشعار هومری، آرته اغلب با شجاعت همراه است، اما بیشتر با اثربخشی.
در برخی زمینه‌ها، واردی به طور صریح با دانش انسانی مرتبط است، جایی که عبارات «فضیلت دانش است» و «ارته دانش است» به جای یکدیگر استفاده می‌شوند. به این معنا، بالاترین ظرفیت انسانی دانش است و همه توانایی های دیگر انسان از این ظرفیت مرکزی ناشی می شود. اگر آرته علم و مطالعه است، بالاترین دانش بشری، علم به خود معرفت است. در این پرتو، مطالعه نظری دانش بشری که ارسطو آن را «تفکر» نامیده است، بالاترین توانایی و سعادت انسان است.

## آریستوس و آریا
برخی محققان آریستوس و آریا را از یک ریشه دانسته‌اند. شاید به این علت که واژهٔ آرا ara در زبان هیتی نیز به معنی خوب یا عالی است. نخستین بار زیمرنی احتمال غیر هند و اروپایی بودن واژهٔ آریا را مطرح ساخت.